# پاندیون ۲۱۲۸۴
سیارک ۲۱۲۸۴ (به انگلیسی: 21284 Pandion، نامگذاری:1996TC51)۲۱۲۸۴مین سیارک کشف شده‌است که در ۰۵ اکتبر ۱۹۹۶ کشف شد.